# Short track na Zimowych Igrzyskach Olimpijskich 2022 – 500 m mężczyzn
Bieg na 500 m mężczyzn rozgrywany w ramach short tracku na Zimowych Igrzyskach Olimpijskich 2022 odbył się 13 lutego w Capital Indoor Stadium w Pekinie. Mistrzem został Węgier Shaoang Liu, drugie miejsce zajął Konstantin Iwlijew reprezentujący Rosyjski Komitet Olimpijski, a na trzecim stopniu podium uplasował się Kanadyjczyk, Steven Dubois.

## Terminarz
| Data      | Godzina                         | Konkurencja            |
| --------- | ------------------------------- | ---------------------- |
| 13 lutego | 19:00 (UTC+09:00) / 11:00 (CET) | 500 m mężczyzn (finał) |

## Wyniki

### Eliminacje
| Miejsce | Grupa | Zawodnik             | Reprezentacja               | Czas   | Uwagi |
| ------- | ----- | -------------------- | --------------------------- | ------ | ----- |
| 1       | 1     | Shaolin Sándor Liu   | Węgry                       | 40,948 | Q     |
| 2       | 1     | Sébastien Lepape     | Francja                     | 42,081 | Q     |
| 3       | 1     | Kota Kikuchi         | Japonia                     | 42,176 |       |
|         | 1     | Lee June-seo         | Korea Południowa            |        | PEN   |
| 1       | 2     | Ren Ziwei            | Chińska Republika Ludowa    | 40,669 | Q     |
| 2       | 2     | Adil Galiachmietow   | Kazachstan                  | 40,722 | Q     |
| 3       | 2     | Brendan Corey        | Australia                   | 41,097 |       |
| 4       | 2     | Maxime Laoun         | Kanada                      | -      |       |
| 1       | 3     | Steven Dubois        | Kanada                      | 40,399 | Q     |
| 2       | 3     | Pawieł Sitnikow      | Rosyjski Komitet Olimpijski | 40,591 | Q     |
| 3       | 3     | Andrea Cassinelli    | Włochy                      | 42,791 |       |
| 4       | 3     | Ołeh Handej          | Ukraina                     | 44,163 |       |
| 1       | 4     | Dienis Nikisza       | Kazachstan                  | 40,482 | Q     |
| 2       | 4     | Jordan Pierre-Gilles | Kanada                      | 40,488 | Q     |
| 3       | 4     | Stijn Desmet         | Belgia                      | 40,585 | q     |
| 4       | 4     | Katsunori Koike      | Japonia                     | 41,199 |       |
| 1       | 5     | Konstantin Iwlijew   | Rosyjski Komitet Olimpijski | 40,272 | Q     |
| 2       | 5     | John-Henry Krueger   | Węgry                       | 40,407 | Q     |
| 3       | 5     | Roberts Krūzbergs    | Łotwa                       | 40,430 | q     |
| 4       | 5     | Quentin Fercoq       | Francja                     | 40,548 |       |
| 1       | 6     | Abzał Ażgalijew      | Kazachstan                  | 40,870 | Q     |
| 2       | 6     | Hwang Dae-heon       | Korea Południowa            | 40,971 | Q     |
| 3       | 6     | Ryan Pivirotto       | Stany Zjednoczone           | 41,018 | q     |
| 4       | 6     | Itzhak de Laat       | Holandia                    | -      |       |
| 1       | 7     | Shaoang Liu          | Węgry                       | 40,797 | Q     |
| 2       | 7     | Władisław Bykanow    | Izrael                      | 40,900 | Q     |
| 3       | 7     | Sun Long             | Chińska Republika Ludowa    | 42,871 | ADV   |
|         | 7     | Jens van ’t Wout     | Holandia                    |        | PEN   |
| 1       | 8     | Wu Dajing            | Chińska Republika Ludowa    | 40,230 | Q     |
| 2       | 8     | Pietro Sighel        | Włochy                      | 40,350 | Q     |
| 3       | 8     | Sidney K Chu         | Hongkong                    | 44,857 |       |
| 4       | 8     | Dylan Hoogerwerf     | Holandia                    | -      |       |

### Ćwierćfinały
| Miejsce | Grupa | Zawodnik             | Reprezentacja               | Czas   | Uwagi |
| ------- | ----- | -------------------- | --------------------------- | ------ | ----- |
| 1       | 1     | Dienis Nikisza       | Kazachstan                  | 40,355 | Q     |
| 2       | 1     | Pawieł Sitnikow      | Rosyjski Komitet Olimpijski | 40,643 | Q     |
| 3       | 1     | Ren Ziwei            | Chińska Republika Ludowa    | 40,714 |       |
| 4       | 1     | Sun Long             | Chińska Republika Ludowa    | 40,779 |       |
| 5       | 1     | Adil Galiachmietow   | Kazachstan                  | 40,925 |       |
| 1       | 2     | Wu Dajing            | Chińska Republika Ludowa    | 40,528 | Q     |
| 2       | 2     | Pietro Sighel        | Włochy                      | 40,644 | Q     |
| 3       | 2     | Roberts Krūzbergs    | Łotwa                       | 40,694 | q     |
| 4       | 2     | Shaolin Sándor Liu   | Węgry                       | 40,700 |       |
| 5       | 2     | Sébastien Lepape     | Francja                     | 46,814 |       |
| 1       | 3     | Konstantin Iwlijew   | Rosyjski Komitet Olimpijski | 40,351 | Q     |
| 2       | 3     | Hwang Dae-heon       | Korea Południowa            | 40,636 | Q     |
| 3       | 3     | Abzał Ażgalijew      | Kazachstan                  | 40,643 | q     |
| 4       | 3     | Stijn Desmet         | Belgia                      | 40,718 |       |
| 5       | 3     | John-Henry Krueger   | Węgry                       | 40,844 |       |
| 1       | 4     | Shaoang Liu          | Węgry                       | 40,386 | Q     |
| 2       | 4     | Steven Dubois        | Kanada                      | 40,494 | Q     |
| 3       | 4     | Władisław Bykanow    | Izrael                      | 41,157 |       |
| 4       | 4     | Ryan Pivirotto       | Stany Zjednoczone           | 41,841 |       |
| 5       | 4     | Jordan Pierre-Gilles | Kanada                      | -      |       |

### Półfinały
| Miejsce | Grupa | Zawodnik           | Reprezentacja               | Czas   | Uwagi |
| ------- | ----- | ------------------ | --------------------------- | ------ | ----- |
| 1       | 1     | Konstantin Iwlijew | Rosyjski Komitet Olimpijski | 40,655 | QA    |
| 2       | 1     | Pietro Sighel      | Włochy                      | 40,847 | QA    |
| 3       | 1     | Pawieł Sitnikow    | Rosyjski Komitet Olimpijski | 40,848 | QB    |
| 4       | 1     | Dienis Nikisza     | Kazachstan                  | 41,005 | QB    |
| 5       | 1     | Roberts Krūzbergs  | Łotwa                       | 41,870 |       |
| 1       | 2     | Shaoang Liu        | Węgry                       | 40,157 | QA    |
| 2       | 2     | Abzał Ażgalijew    | Kazachstan                  | 40,462 | QA    |
| 3       | 2     | Wu Dajing          | Chińska Republika Ludowa    | 40,478 | QB    |
| 4       | 2     | Steven Dubois      | Kanada                      | 40,825 | ADVA  |
|         | 2     | Hwang Dae-heon     | Korea Południowa            |        | PEN   |

### Finały

#### Finał B
| Miejsce | Zawodnik          | Reprezentacja               | Czas   | Uwagi |
| ------- | ----------------- | --------------------------- | ------ | ----- |
| 6       | Wu Dajing         | Chińska Republika Ludowa    | 41,157 |       |
| 7       | Pawieł Sitnikow   | Rosyjski Komitet Olimpijski | 41,217 |       |
| 8       | Dienis Nikisza    | Kazachstan                  | 41,329 |       |
| 9       | Roberts Krūzbergs | Łotwa                       | 41,465 |       |

#### Finał A
| Miejsce | Zawodnik           | Reprezentacja               | Czas   | Uwagi |
| ------- | ------------------ | --------------------------- | ------ | ----- |
| 01 !    | Shaoang Liu        | Węgry                       | 40,338 |       |
| 02 !    | Konstantin Iwlijew | Rosyjski Komitet Olimpijski | 40,431 |       |
| 03 !    | Steven Dubois      | Kanada                      | 40,669 |       |
| 4       | Abzał Ażgalijew    | Kazachstan                  | 40,869 |       |
| 5       | Pietro Sighel      | Włochy                      | -      |       |